# ليلى كي
ليلى الخليفي (بالإنجليزية: Laila El Khalifi)‏ من مواليد 6 سبتمبر 1971 المعروفة باسمها المسرحي ليلى كي "Leila K"، هي راقصة يورودانس ومغنية راب سويدية من أصل مغربي.

## نشأتها
قرر والدا ليلى الخليفي إرسالها إلى مدرسة في المغرب، لكنها لم تتناسب مع النظام لذا عادت بعد عام واحد إلى السويد.

## مشوارها الفني الموسيقي
تم اكتشاف ليلى بواسطة الثنائي الموسيقي روب ن راز "Rob'n'Raz" أثناء غنائها في مسابقة موسيقية. ولقد أحبوا موسيقاها وعرضوا عليها عقد تسجيل في عام 1988. جنبًا إلى جنب مع روب ن راز حققت أول أغنية لها في عام 1989 بأغنية "Got to Get" (تم تسجيلها لأول مرة داخل المملكة المتحدة كعرض توضيحي لمرحلة ما قبل الإنتاج بواسطة بيتي تاونز من شركة إنتاج بي آند بي) وأصدرت ألبومًا في عام 1990 بعنوان روب ن راز يضم ليلى كي.
خلال السنوات الأولى من حياتها المهنية حققت العديد من الأغاني الرائجة وتم تشغيل موسيقاها في جميع أنحاء أوروبا. انفصلت عن روب ن راز وذهبت بمفردها إلى إيبيزا حيث أقامت حفلات موسيقية بمفردها. في عام 1990 تعاونت مع الدكتور ألبان في أغنيته المنفردة "مرحبا أفريقيا". ثم بدأت مسيرتها الفردية في عام 1991 بأغنية "وقت" المنفردة والتي تابعتها بأغانٍ منفردة أخرى، مثل "افتح يا سمسم" ونسخة كوفر بصوتها من أغنية "انها ترتفع بالنسبة لي" لفرقة بلاستيك برتراند.
في عام 1995 عادت ليلى كي إلى الساحة الموسيقية بأغنية "كهربائي" المنفردة. واستمرت في إصدار موسيقى جديدة حتى عام 1997، لكنها لم تصدر أي شيء جديد منذ ذلك الحين.
في عام 1998 قامت قناة التلفزيون السويدي SVT بعمل فيلم وثائقي عن مطالبة ليلى كي بالنجومية بعنوان "اللعنة عليك، اللعنة عليك كثيرًا". يركز الحدث على حادثة وقعت خلال حفل توزيع جوائز جراميس السويدية لعام 1996. وفي عام 2000 ظهرت في فيديو "افتح يا سمسم" للمغنية ديزي دي، وهو غلاف لأغنيتها الناجحة عام 1992. وقد تم أخذ عينة من هذه الأغنية المذكورة في أغنية "حب الدين" المنفردة لفرقة U96. كانت ديزي دي هي مقدمة برنامج دوران نادي فيفا في ذلك الوقت. أما في عام 2003 ذكرت وسائل الإعلام السويدية أن ليلى كي كانت تعيش في الشوارع وتسرق الطعام لنفسها. فقررت شركة التسجيلات مساعدتها ماليًا من خلال إصدار ألبوم تجميعي بعنوان "أعظم أغاني ليلى كي".